# عیسی‌خان مجدالسلطنه
عیسی‌خان مجدالسلطنه پسر مهدی‌قلی‌خان مجدالدوله و خواهرزاده علی‌خان ظهیرالدوله، از دولت‌مردان اواخر دوران قاجار بود.
در دوره اول مجلس شورای ملی مجدالسلطنه یکی از شش نفری بود که از سوی شاهزادگان و قاجاریه به عنوان نماینده به مجلس راه یافتند. سایر این افراد شامل اسدالله میرزا شهاب‌الدوله، یحیی میرزا اسکندری، امجدالسلطان، احمدخان معظم‌الملک و امیرعلی‌خان امیرسلیمانی می‌شدند.
مجدالسلطنه در جمادی‌الاول ۱۳۲۶ قمری و پس از عزل فخرالملک اردلان به حکومت زنجان رسید و پس از مجموعاً یازده ماه حکمرانی در اواخر ربیع‌الاول سال ۱۳۲۷ قمری معزول شد. این دوران مصادف با استبداد صغیر بود.
همسر اول مجدالسلطنه، شمس‌الملوک خانم منزه‌الدوله دختر محمدباقرخان شجاع‌السلطنه بود که صاحب دو پسر و هفت دختر شد.
دختر اولش توران امیرسلیمانی، در زمانی که رضا شاه هنوز سردار سپه لقب داشت، به زنی او درآمد. دختر دیگرش نصرت‌الزمان با احمد لیستر ازدواج کرد. توران از رضاشاه صاحب یک پسر شد به نام غلامرضا پهلوی و پس از یک سال از او طلاق گرفت و همسر یکی از بازرگانان معروف به نام ذبیح‌الله ملک‌پور شد. مجدالسلطنه نیز پس از منزه‌الدوله، با تاج‌السلطنه دختر روشنفکر و مترقی ناصرالدین‌شاه ازدواج کرد که پس از چندی با یکدیگر اختلاف پیدا کرده و جدا شدند.